# 山下昭典
山下 昭典（やました あきのり、1954年(昭和29年)1月1日-）は日本の実業家。イオンの取締役兼代表執行役副社長（財務・経営管理担当）、AEON STORES (HONG KONG) CO,.LTD.取締役、ダイエー取締役専務執行役員、イオンリテール代表取締役会長などを歴任した。

## 来歴・人物
1977年にジャスコへ入社し、執行役、常務執行役と昇進する。
2007年にダイエーの常務取締役経理担当となり、2010年には同社の取締役専務執行役員、2013年にイオンの子会社となったダイエーの取締役となる。また同年にイオンの執行役グループ財務責任者となる。
2014年3月に専務執行役に就任し、2016年まで務める。
2016年3月にイオン執行役副社長財務担当およびイオンリテール代表取締役会長となり、同年5月からイオンの取締役に選任・就任する。その後、2017年から財務・経営管理担当、2018年からAEON STORES (HONG KONG) CO,.LTD.取締役となった（2021年5月退任）。
2020年にイオンモール社長や永旺（中国）投資有限公司董事 を経験した吉田昭夫とともにイオンの代表執行役となり、同年5月に取締役兼代表執行役副社長となる。2022年3月に代表執行役副社長を退任。同年5月に取締役を退任した。